# Timbiqui (flygplats i Colombia)
Timbiqui är en flygplats i Colombia.   Den ligger i departementet Cauca, i den västra delen av landet, 400 km sydväst om huvudstaden Bogotá. Timbiqui ligger 57 meter över havet.
Terrängen runt Timbiqui är huvudsakligen platt. Timbiqui ligger uppe på en höjd. Runt Timbiqui är det glesbefolkat, med 18 invånare per kvadratkilometer. Närmaste större samhälle är Timbiquí, 1,8 km väster om Timbiqui. I omgivningarna runt Timbiqui växer i huvudsak städsegrön lövskog.